# Agenzia nazionale per la meteorologia e climatologia
L'Agenzia nazionale per la meteorologia e climatologia (ItaliaMeteo) è un ente pubblico italiano con competenza sulle previsioni meteo in Italia. Sostituisce l'ex Servizio Meteorologico Nazionale Distribuito (SMND).
ItaliaMeteo punta ad aggregare i dati raccolti alle varie stazioni meteorologiche italiane, civili e militari e produrre modelli di previsione e rischio per tutto il territorio nazionale, compito in passato gestito dalle varie regioni e singole agenzie o ministeri.

## Storia
Negli anni '90 già il ministro Franco Bassanini aveva previsto una riorganizzazione del settore entro il 2000, poi non attuata. Il servizio è stato formalmente previsto da una legge emanata nel 2012 dal governo Monti, con l'obiettivo di creare un ente unico che si occupasse di meteorologia, all'interno del comparto della Protezione Civile della Presidenza del Consiglio dei ministri.
L'SMND ha poi trovato attuazione diversa, con l'Agenzia nazionale per la meteorologia e climatologia (ItaliaMeteo), prevista dalla legge 27 dicembre 2017, n. 205 (commi da 549 a 561), e attivata con successivi decreti negli anni seguenti. L'agenzia, situata a Bologna nel complesso fieristico, rappresenta l'Italia presso il Centro europeo per le previsioni meteorologiche a medio termine.